# ایلای پی. اشمون
ایلای پی. اشمون (به انگلیسی: Eli Porter Ashmun) سناتور سابق عضو حزب فدرالیست بود. وی در سال ۱۸۱۶ تا ۱۸۱۸ میلادی سناتور ایالت ماساچوست در سنای ایالات متحده آمریکا بود.